# Blinno
Blinno – wieś w Polsce położona w województwie mazowieckim, w powiecie sierpeckim, w gminie Szczutowo. Ma status sołęctwa.
W latach 1975–1998 miejscowość administracyjnie należała do województwa płockiego.